# Enevold Kruse

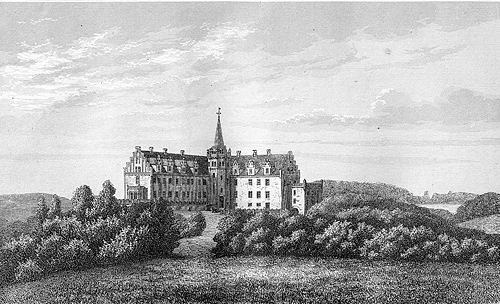
Schloss Tranekjær auf der Insel Langeland in Dänemark

Enevold Kruse (* 28. Oktober 1554 in Svenstrup, Aalborg Kommune; † 8. März 1621 in Åstrup auf Sjælland) war ein dänischer Adliger und norwegischer Reichsstatthalter.
Nach Studien im Ausland, unter anderem im deutschen Helmstedt, wurde er 1578 in der dänischen Kanzlei angestellt und machte eine schnelle Karriere. Er wurde 1582 Rentmeister, eine Stellung, die er bis 1608 innehatte. Im Jahre 1608 wurde er Lehnsherr zu Akershus, Statthalter von Norwegen und Mitglied des dänischen Reichsrats. Als Statthalter geschah jedoch unter ihm relativ wenig, lediglich die Einigung mit Jens Bjelke, einem norwegischen Adelsführer. In seinen letzten drei Lebensjahren (1618–1621) lebte er auf Tranekjær in Dänemark.